# Baskin-Robbins
Баскин-Робинс (енгл. Baskin-Robbins) је амерички ланац малопродајних објеката који производе и продају сладолед и друге замрзнуте слаткише. Компанију су основали Берт Баскин и Ирв Робинс 1945. године у Глендејлу. Једна је од највећих на свету са преко 7.500 продавница у преко 50 држава широм света.
Позната је по томе што садржи 31 различит укус сладоледа, што се може видети и на њиховом логоу. Број 31 је обојен розе бојом унутар BR знака, док је остатак у плавој боји.